# Muscolo vasto laterale
Nell'anatomia umana il muscolo vasto laterale è un muscolo che fa parte dei muscoli anteriori della coscia, ed è uno dei 4 muscoli del quadricipite femorale.

## Anatomia
Si trova fra il muscolo retto femorale e il tratto ileo-tibiale, sotto il muscolo tensore della fascia lata ed è innervato grazie al nervo femorale.
Origina dalla linea aspra laterale del femore e ha inserzione nella tuberosità tibiale anteriore.
Gli altri muscoli che compongono il muscolo quadricipite femorale sono:
- Muscolo retto femorale
- Muscolo vasto intermedio
- Muscolo vasto mediale

## Funzioni
Grazie alla sua azione riesce ad estendere la gamba.